# Parachernes semilacteus
Parachernes semilacteus är en spindeldjursart som beskrevs av Beier 1965. Parachernes semilacteus ingår i släktet Parachernes och familjen blindklokrypare. Inga underarter finns listade i Catalogue of Life.